# Balsièges
Balsièges är en kommun i departementet Lozère i regionen Occitanien i södra Frankrike. Kommunen ligger i kantonen Mende-Sud som tillhör arrondissementet Mende. År 2022 hade Balsièges 587 invånare.

## Befolkningsutveckling
Antalet invånare i kommunen Balsièges
| Referens: INSEE |